# هومبيرتو كروز
هومبيرتو كروز (بالإسبانية: Humberto Cruz)‏ (8 ديسمبر 1939 بسانتياغو في تشيلي - ) هو لاعب كرة قدم تشيلي في مركز الدفاع، شارك في كأس العالم 1966 وكأس العالم 1962. وشارك مع منتخب تشيلي لكرة القدم. أما مع النوادي، فقد لعب مع كولو-كولو وسانتياغو مورنينغ ‏ وديبورتيفو نوبلينس ‏.

## وصلات خارجية
- هومبيرتو كروز على موقع الاتحاد الدولي (مؤرشف)  (الإنجليزية)
- هومبيرتو كروز على موقع قاعدة بيانات كرة القدم.إي يو (الإنجليزية)
- هومبيرتو كروز على موقع ناشيونال فوتبول تيمز (الإنجليزية)
- هومبيرتو كروز على موقع Soccerway.com (الإنجليزية)
- هومبيرتو كروز على موقع عالم كرة القدم.نت (الإنجليزية)